# Province de Tomás Barrón
Pour les articles homonymes, voir Barrón.
La province de Tomás Barrón (en espagnol : Provincia de Tomás Barrón) est une des 16 provinces du département d'Oruro, en Bolivie. Son chef-lieu est la petite ville d'Eucaliptus.